# Odontosyllis setoensis
Odontosyllis setoensis är en ringmaskart som beskrevs av Imajima 1966. Odontosyllis setoensis ingår i släktet Odontosyllis och familjen Syllidae. Inga underarter finns listade i Catalogue of Life.